# Иммануэль (местный совет)
Иммануэль, Эммануэль, Имануэль (ивр. עִמָּנוּאֵל‎) — израильское поселение и местный совет на Западном берегу реки Иордан, в Самарии. Имануэль был основан в 1983 году.
В настоящее время главой является Элияху Гафни, племянник израильского политика Моше Гафни. Примерная площадь Имануэль составляет 5040 дунамов.

## Население
По данным Центрального статистического бюро Израиля, население на сентябрь 2023 года составляло 4 969 человек.

## История
Имануэль был основан в 1983 году и назван в честь легендарного ребёнка из книги пророка Исаии; в 1985 году получил статус местного совета.